# Avenue Saint-Pol
L' avenue Saint-Pol est une voie de la ville de Reims.

## Origine du nom
Elle rend hommage au général Jules de Saint-Pol, né à Reims.

## Historique
Elle reprend l'ancien boulevard intérieur Dieu-Lumière qui se trouvait à l'intérieur de l'enceinte médiévale de la ville.

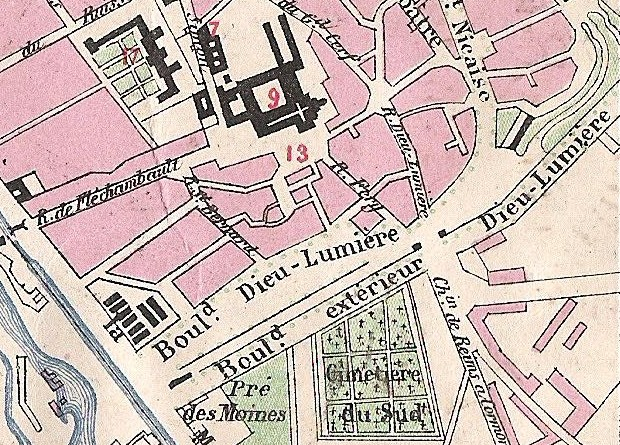
Sur une carte de 1880.

## Bâtiments remarquables et lieux de mémoire

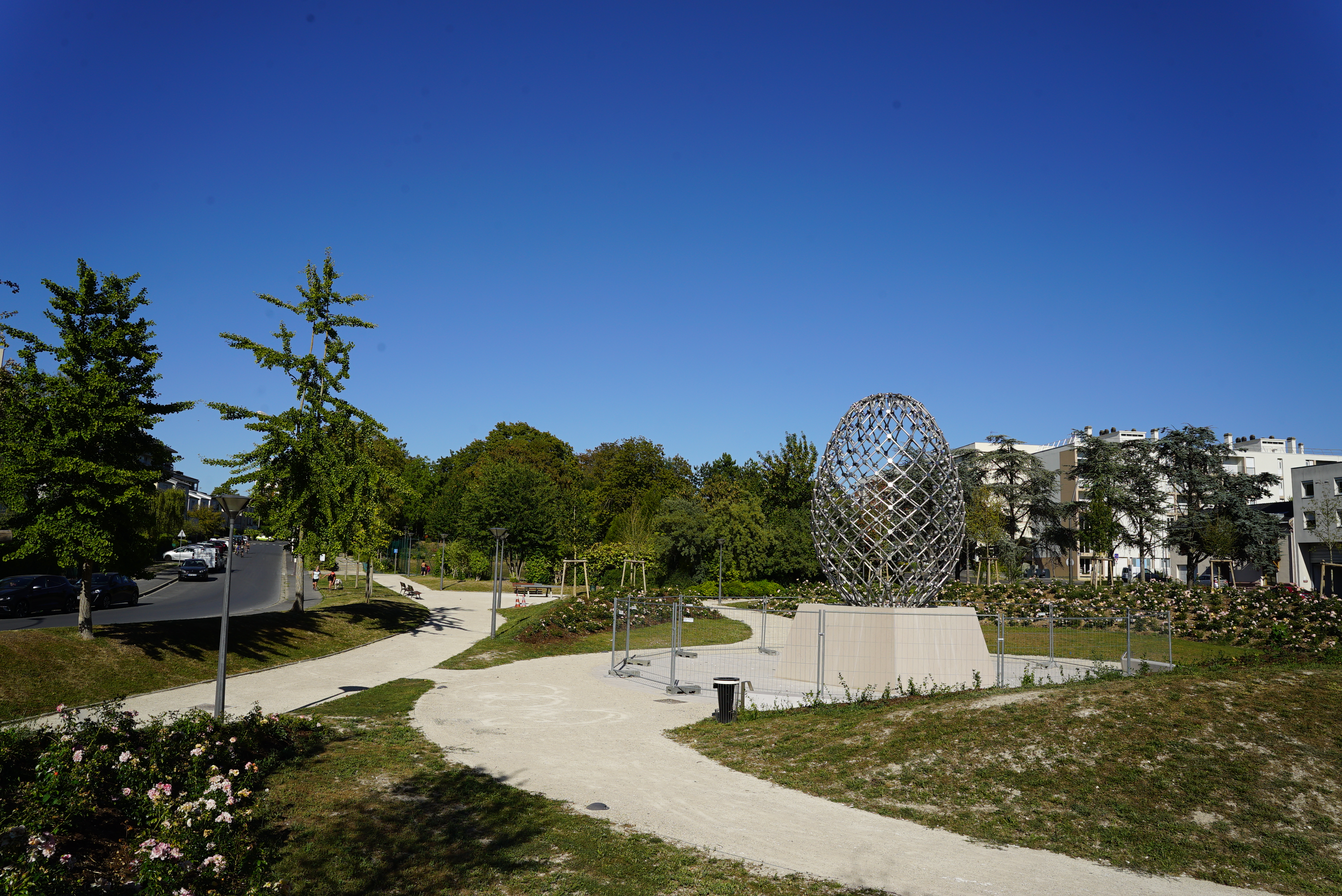
Parc des arènes du sud le Luchrone.

- le Luchrone.